# Jack Tjon Tjin Joe
Jacques (Jack) Tjon Tjin Joe (familienaam ook wel geschreven als Tjong Tjin Joe) (13 maart 1932 – 11 september 2002) was een Chinees-Surinaamse politicus en chirurg.
In 1958 studeerde hij in Utrecht af als chirurg waarna hij zich in Rotterdam specialiseerde tot orthopedisch chirurg. Tjon Tjin Joe keerde in 1960 terug naar Suriname waar hij ging werken bij het Academisch Ziekenhuis. Na de Sergeantencoup van 1980 werd hij op 15 maart van dat jaar minister van Volksgezondheid (tot 15 augustus 1980) in het kabinet onder leiding van Henk Chin A Sen. Later dat jaar werd hij als minister alweer opgevolgd door Henk Illes (15 augustus 1980 tot 23 januari 1981).
In 2000 keerde hij terug in de politiek toen hij namens de Javaanse partij Pertjajah Luhur (PL) minister van Handel en Industrie werd (12 augustus 2000 tot 11 september 2002). Tijdens een Caricom-conferentie in september 2002 op het eiland Trinidad, waar hij als minister namens Suriname aanwezig was, overleed hij plotseling op 70-jarige leeftijd. Enkele dagen later werd hij met staatseer in Suriname begraven.
Paul Somohardjo, de leider van Pertjajah Luhur en toenmalig minister van Sociale Zaken en Volkshuisvesting (12 augustus 2000 tot 14 augustus 2003), nam tijdelijk diens functie waar tot Michael Jong Tjien Fa op 22 november benoemd werd tot minister van Handel en Industrie (tot 1 september 2005).